# Тонъпанди
Тонъпа̀нди (на уелски: Tonypandy, произнася се tɒnə`pandi) е град в Южен Уелс, главен административен център на графство Ронда Кънън Таф. Разположен е в долината Ронда на около 20 km на северозапад от централната част на столицата Кардиф. Има жп гара. Населението му е 3495 жители според данни от преброяването през 2001 г.